# William Hartnell
William Hartnell   (St Pancras, 8 de gener de 1908 - Marden, 23 d'abril de 1975) va ser un actor anglès. Tot i que Hartnell va fer nombroses aparicions teatrals i televisives i va actuar en més de 75 pel·lícules britàniques, és recordat avui com el Primer Doctor a Doctor Who de BBC Television, que va interpretar del 1963 al 1966. També va ser molt conegut pels seus papers com a sergent Grimshaw, el personatge principal de la primera pel·lícula de la sèrie Carry On, Carry On Sergeant el 1958, i com a sergent major de la companyia Percy Bullimore a la comèdia de situació The Army Game de 1957 a 1961.

## Primers anys de vida
Hartnell va néixer el 8 de gener de 1908 als barris marginals del districte de St Pancras, Londres, Anglaterra, l'únic fill de Lucy Hartnell, una mare soltera. Hartnell mai no va descobrir la identitat del seu pare, els detalls del qual es van deixar en blanc al certificat de naixement, malgrat els seus esforços per localitzar-lo. En diverses entrevistes, va afirmar que va néixer a Seaton, Devon, i que el seu pare era ramader, però més tard va dir que era un soldat convertit en corredor de borsa.
Hartnell va ser criat en part per una mare adoptiva, i també va passar moltes vacances a Devon amb la família de pagesos de la seva mare, de la qual va aprendre a muntar a cavall. Segons els informes, Hartnell va caure i va ser colpejat per un cavall. Una persona no especificada va aplicar desinfectant a la ferida oberta en un intent aparent de netejar-la. no obstant això, el desinfectant era d'un tipus no apte per a primers auxilis i li va provocar butllofes. El resultat final va ser una ferida pitjor de la que hauria tingut, que li va deixar una gran cicatriu al front, realment visible en algunes de les seves fotografies, tot i que es va cobrir de maquillatge durant els rodatges. Era cosí segon del dissenyador de moda Norman Hartnell.
Hartnell va deixar l'escola sense perspectives i es va dedicar a la petita delinqüència. Als 16 anys va conèixer el col·leccionista d’art Hugh Blaker, que més tard es va convertir en el seu tutor no oficial, li va organitzar la formació com a jockey i el va ajudar a ingressar a la Italia Conti Academy. Sent el teatre una passió de Blaker, va pagar perquè Hartnell rebés una mica d'"abrillantador" a l'Imperial Service College, tot i que Hartnell va trobar les restriccions excessives i va fugir. Quan Hartnell es va casar, ell i la seva dona van continuar vivint en una de les propietats adjacents de Blaker a Isleworth i la seva filla va néixer allí el 1929.

## Carrera
Hartnell va entrar al teatre el 1925 treballant amb Frank Benson com a tramoista general. Va aparèixer en nombroses obres shakespearianes, com ara El marxant de Venècia (1926), Juli Cèsar (1926), Al vostre gust (1926), Hamlet (1926), La tempesta (1926) i Macbeth (1926). També va aparèixer a She Stoops to Conquer (1926), The School for Scandal (1926) i Good Morning, Bill (1927), abans d’actuar a Miss Elizabeth’s Prisoner (1928). Aquesta obra va ser escrita per Robert Neilson Stephens i E. Lyall Swete. Va comptar amb l'actriu Heather McIntyre, amb qui es va casar l'any següent. La seva primera de més de 60 aparicions cinematogràfiques va ser a Say It With Music (1932).
El treball radiofònic també va aparèixer a la seva carrera, amb la seva primera actuació coneguda - una producció de Chinese Moon Party - que va ser emesa per la BBC l'11 de maig de 1931.
Des de l'esclat de la Segona Guerra Mundial, Hartnell va intentar ser voluntari de la RAF. Va militar a l'exèrcit britànic al Tank Corps, però va ser invalidat després de 18 mesos com a conseqüència d'un atac de nervis i va tornar a actuar. El 1942 va ser elegit com Albert Fosdike a la pel·lícula de Noël Coward, Sang, suor i llàgrimes. Va arribar tard el seu primer dia de trets i Coward el va denunciar davant del repartiment i l'equip tècnic pel seu poc professionalisme, el va fer demanar disculpes a tothom i després el va acomiadar. Michael Anderson, que era el primer ajudant de direcció, va assumir el paper (i va ser acreditat com a "Mickey Anderson").
Hartnell va continuar interpretant personatges còmics fins que va ser inclòs en el robust paper del sergent Ned Fletcher a Cada cop més alt (1944). A partir de llavors la seva carrera es va definir interpretant principalment a policies, soldats i matons. Aquesta tipografia el molestava, ja que, fins i tot quan es presentava en comèdies, trobava que interpretava invariablement al "pesat". El 1958 va interpretar al sergent de la primera pel·lícula de la sèrie de comèdies Carry On, Carry On Sergeant. Va aparèixer com Buckley, un altre caràcter militar, en la pel·lícula The Mouse That Roared (1959), protagonitzada per Peter Sellers, i va interpretar un regidor en la pel·lícula dels germans Boulting Heavens Above! (1963), de nou amb Sellers.
El seu primer paper habitual a la televisió va ser el sergent major Percy Bullimore a The Army Game el 1957. Va marxar després de la primera temporada i va tornar a la temporada final el 1961. Una vegada més, tot i que es tractava d'una sèrie d'humor, es va trobar amb un paper de "noi dur". També va aparèixer en un paper secundari a la versió cinematogràfica de This Sporting Life (1963), donant una actuació sensible com a explorador de talents de la lliga de rugbi conegut com "Dad".
Hartnell es va descriure a ell mateix com "un actor legítim. Faig coses legítimes".

## Doctor Who

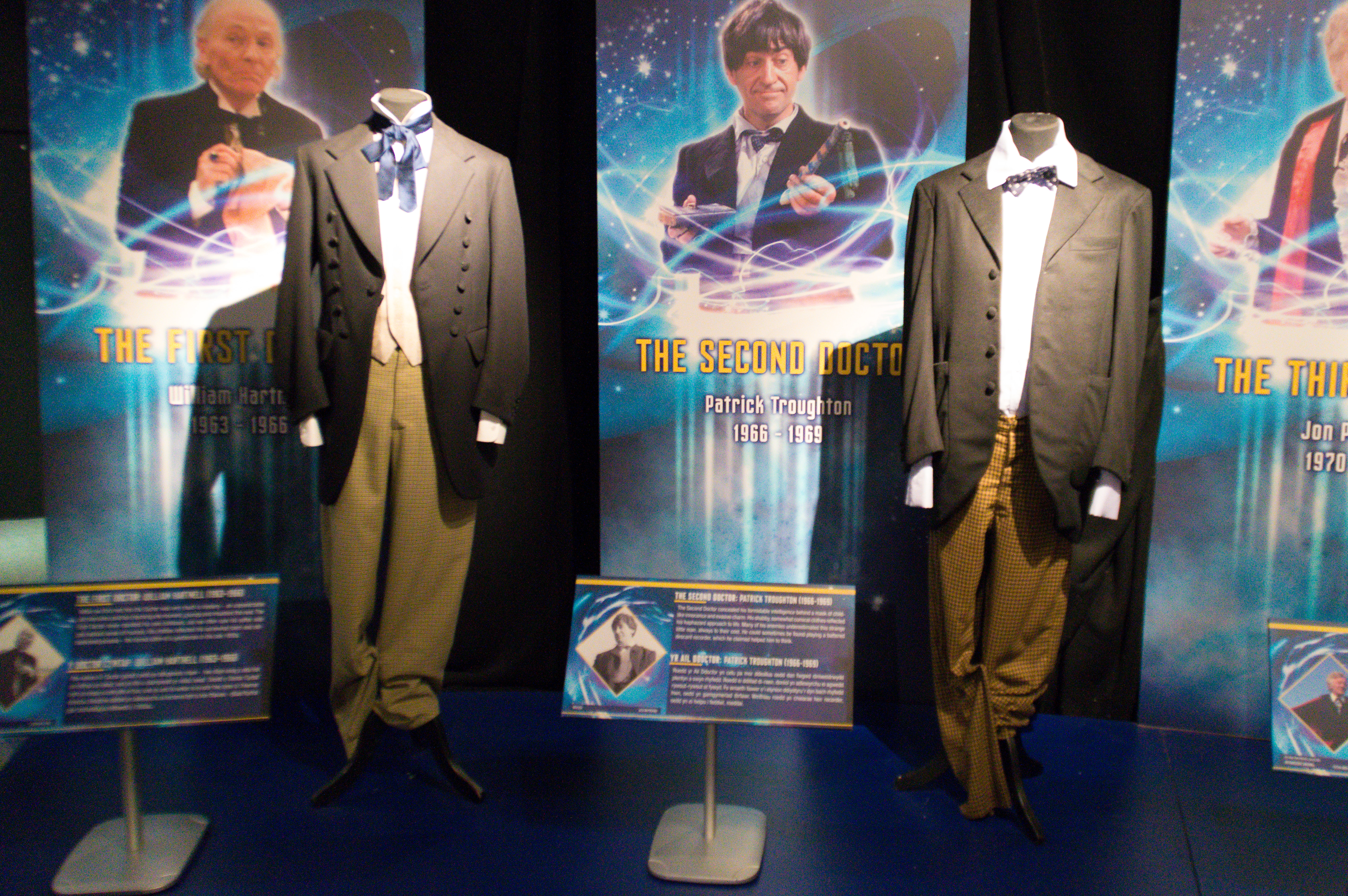
A l'esquerra, l'uniforme que portava William Hartnell en el seu paper de Doctor. A la dreta el de Patrick Troughton com a Segon Doctor.

El rendiment d'Hartnell a This Sporting Life va ser assenyalat per Verity Lambert, el productor que estava creant una nova sèrie de televisió de ciència-ficció de la BBC titulada Doctor Who; principalment per la força d’aquesta actuació, Lambert li va oferir el paper principal. Tot i que Hartnell inicialment no estava segur d’acceptar una part del que se li proposava com a sèrie per a nens, en part a causa del seu èxit en pel·lícules, Lambert i el director Waris Hussein el van convèncer perquè participés, i es va convertir en el personatge pel qual va obtenir el perfil més alt i pel que ara és més recordat. Més tard, Hartnell va revelar que va prendre el paper perquè el va apartar de les parts militars rudimentàries en què havia esdevingut encasellat i, tenint dos nets propis, va arribar a gaudir particularment de l'atenció i l'afecte dels nens que li va representar el personatge. El seu primer episodi de Doctor Who es va emetre el 23 de novembre de 1963.
Doctor Who va suposar per a Hartnell un sou regular de 315 lliures esterlines per episodi el 1966 (a l'era de les 48 setmanes de producció anuals de la sèrie), equivalents a 5.911 lliures el 2019. En comparació, el 1966 les seves companyes de repartiment Anneke Wills i Michael Craze guanyaven 68 i 52 lliures per episodi alhora, respectivament. Durant el seu periode com a Doctor, Hartnell va portar una perruca quan interpretava el paper, ja que el personatge tenia els cabells llargs.
Hartnell va descriure el seu personatge el Doctor com "un bruixot " i "un encreuament entre el Màgic d'Oz i el Pare Noel". Segons William Russell, Hartnell deliberadament es trabava la llengua de vegades i ensopegava amb paraules.
Segons alguns dels seus col·legues de Doctor Who, Hartnell podria ser una persona difícil de treballar, tot i que altres, Russell i Peter Purves, i el productor Lambert, en parlaven amb entusiasme. Entre els relats més càustics, Nicholas Courtney i Wills havien acusat Hartnell de ser racista o antisemita. Segons la seva neta Jessica Carney, que va escriure la seva biografia, Hartnell podia ser molt fanàtic i sovint sortia amb comentaris xenòfobs, però "totes les opinions expressades en veu alta es contradien amb el seu comportament a nivell personal". Hartnell adorava Carole Ann Ford i Lambert, que eren jueus i tenia un gran respecte per Waris Hussein, que era indi. Segons Val Speyer, tot i que Hartnell afirmava que no li agradaven els estrangers, "com que un dels seus millors amics del programa era mig grec i mig maltès, no vaig veure com ho podia semblar. Tanmateix, si li agradava algú, no eren estrangers, eren amics!"
El deteriorament de la salut de Hartnell (que patia una arterioesclerosi no diagnosticada) va començar a afectar la seva capacitat per aprendre les seves línies, augmentant el problema a mesura que avançava el seu temps a la sèrie. A més, va tenir una mala relació amb un nou equip de producció de la sèrie després de la sortida de Lambert. Va deixar Doctor Who el 1966. Quan va marxar, al productor del programa se li va ocórrer la idea que, atès que el Doctor és un alien, es podria transformar físicament, renovant-se així. Hartnell va suggerir a l'actor que hauria d'interpretar el nou Doctor, afirmant que "només hi ha un home a Anglaterra que pot assumir el control, i aquest és Patrick Troughton". En el quart episodi de la sèrie The Tenth Planet, el primer doctor es regenera en el segon doctor, interpretat per Troughton.
Molts dels episodis de Hartnell falten als arxius de la BBC com a conseqüència de la purga de la BBC de vells programes durant els primers anys setanta.
Hartnell va repetir el paper del Doctor a Doctor Who durant la història del desè aniversari The Three Doctors (1972–73). Quan la dona de Hartnell, Heather, es va assabentar de la seva participació prevista, va informar a la tripulació del programa que la seva manca de memòria i la debilitat de la salut li impedirien protagonitzar l'especial. Es va acordar entre la tripulació i Heather que Hartnell s'asseuria durant el rodatge i llegia les seves línies de les seves targetes. La seva aparició en aquesta història va ser el seu darrer treball com a actor a causa del seu deteriorament de la salut.

## Vida personal
Hartnell va estar casat amb Heather McIntyre des del 9 de maig de 1929 fins a la seva mort. Van tenir un fill, una filla, Heather Anne, i dos nets. Després de viure al número 51 del carrer Church, Isleworth, al costat de Hugh Blaker, els Hartnell vivien a l’illa Tàmesi Ditton. Després, als anys seixanta, es van mudar a una casa de camp a Mayfield, Sussex. Van viure més tard a Sheephurst Lane a Marden, Kent. Heather Hartnell va morir el 1984.

## Darrers anys i mort
La salut de Hartnell es va agreujar durant els primers anys setanta i, el desembre de 1974, va ingressar a l’hospital definitivament. A principis de 1975 va patir una sèrie d’ictus, provocats per malalties cerebrovasculars, i va morir en son d'insuficiència cardíaca el 23 d’abril de 1975 a l'edat de 67 anys.

## Llegat
L'única biografia publicada d'ell és de la seva neta, Judith "Jessica" Carney, titulada Who's There? The Life and Carrer of William Hartnell. Va ser publicat per primera vegada el 1996 per Virgin Publishing. Amb motiu del 50è aniversari de Doctor Who Carney, amb Fantom Publishing, va revisar i reeditar el llibre el 2013.
Amb motiu del 50è aniversari de Doctor Who el 2013, la BBC va emetre An Adventure in Space and Time, una dramatització dels esdeveniments que envolten la creació de la sèrie, que va comptar amb David Bradley interpretant a Hartnell.
El 14 d'octubre de 2018, Carney va mostrar una placa blava als estudis Ealing que marca el treball de Hartnell en cinema i televisió.

## Filmografia

### Cinema
| Any  | Títol                                          | Paper                                  | Notes                                                 |
| ---- | ---------------------------------------------- | -------------------------------------- | ----------------------------------------------------- |
| 1932 | Say It with Music                              |                                        | film de debut                                         |
| 1933 | The Lure                                       | Billy                                  |                                                       |
| 1933 | I'm an Explosive                               | Edward Whimperley                      |                                                       |
| 1933 | Follow the Lady                                | Mike Martindale                        |                                                       |
| 1934 | Seeing Is Believing                            | Ronald Gibson                          |                                                       |
| 1934 | The Perfect Flaw                               | Vickers                                |                                                       |
| 1934 | Swinging the Lead                              | Freddy Fordum                          |                                                       |
| 1935 | Old Faithful                                   | Paper menor                            | Acreditat com a "Billy Hartnell"                      |
| 1935 | While Parents Sleep                            | George                                 |                                                       |
| 1935 | The Guv'nor                                    | Car salesman                           | No acreditat                                          |
| 1936 | The Crimson Circle                             | Paper menor                            | Acreditat com a "Billy Hartnell"                      |
| 1936 | The Shadow of Mike Emerald                     | Desconegut                             | No acreditat                                          |
| 1936 | Midnight at Madame Tussaud's                   | Stubbs                                 | Areditat com a "Billy Hartnell"                       |
| 1936 | La Vie parisienne                              | Desconegut                             |                                                       |
| 1936 | Nothing Like Publicity                         | Pat Spencer                            | Acreditat com a "Billy Hartnell"                      |
| 1937 | Farewell Again                                 | Paper menor                            | No acreditat                                          |
| 1938 | They Drive by Night                            | Bus Conductor                          | Acreditat com a "Billy Hartnell"                      |
| 1939 | Too Dangerous to Live                          | Paper menor                            | Acreditat com a "Billy Hartnell"                      |
| 1939 | Murder Will Out                                | Dick                                   | Acreditat com a "Billy Hartnell"                      |
| 1940 | They Came by Night                             | Paper menor                            | No acreditat                                          |
| 1941 | Freedom Radio                                  | Operador aeri                          | No acreditat                                          |
| 1942 | Flying Fortress                                | Gaylord Parker                         | No acreditat                                          |
| 1942 | They Flew Alone                                | Scotty                                 | Acreditat com a "Billy Hartnell"                      |
| 1942 | Suspected Person                               | Detectiu Saunders                      |                                                       |
| 1942 | The Goose Steps Out                            | Oficial alemany a l'estació            | No acreditat                                          |
| 1942 | Sabotage at Sea                                | Jacob Digby                            |                                                       |
| 1942 | The Peterville Diamond                         | Joseph                                 | Acreditat com a "Bill Hartnell"                       |
| 1943 | The Bells Go Down                              | Brookes                                | Acreditat com a "Billy Hartnell"                      |
| 1943 | The Dark Tower                                 | Jim Powers                             | Acreditat com a "Bill Hartnell"                       |
| 1943 | Headline                                       | Dell                                   |                                                       |
| 1944 | Cada cop més alt                               | Sgt Ned Fletcher                       | Acreditat com a "Billy Hartnell"                      |
| 1944 | Strawberry Roan                                | Chris Lowe                             | Acreditat com a "Billy Hartnell"                      |
| 1945 | The Agitator                                   | Peter Pettinger                        | Acreditat com a "Billy Hartnell"                      |
| 1945 | Murder in Reverse                              | Tom Masterick                          |                                                       |
| 1946 | Appointment with Crime                         | Leo Martin                             |                                                       |
| 1947 | Llarga és la nit                               | Fencie                                 |                                                       |
| 1947 | Temptation Harbour                             | Jim Brown                              |                                                       |
| 1947 | Brighton Rock                                  | Dallow                                 |                                                       |
| 1948 | Escape                                         | Inspector Harris                       |                                                       |
| 1949 | Now Barabbas                                   | Warder Jackson                         |                                                       |
| 1949 | The Lost People                                | Barnes                                 |                                                       |
| 1950 | Double Confession                              | Charlie Durham                         |                                                       |
| 1951 | The Dark Man                                   | Superintendent de policia              |                                                       |
| 1952 | The Magic Box                                  | Sergent de reclutament                 |                                                       |
| 1952 | The Pickwick Papers                            | Irate Cabman                           |                                                       |
| 1952 | The Ringer                                     | Sam Hackett                            |                                                       |
| 1952 | The Holly and the Ivy                          | Sergent-Major de la companyia (C.S.M.) |                                                       |
| 1953 | Will Any Gentleman...?                         | Detective Inspector (D.I.) Martin      |                                                       |
| 1955 | Passos en la boira                             | Herbert Moseby                         |                                                       |
| 1955 | Josephine and Men                              | Detectiu Sgt Parsons                   |                                                       |
| 1956 | Private's Progress                             | Sergent Sutton                         |                                                       |
| 1956 | Doublecross                                    | Herbert Whiteway                       |                                                       |
| 1956 | Tons of Trouble                                | Bert                                   |                                                       |
| 1957 | Yangtse Incident: The Story of H.M.S. Amethyst | Leading Seaman Frank                   |                                                       |
| 1957 | Ruta infernal                                  | Cartley                                |                                                       |
| 1957 | The Hypnotist                                  | Detectiu Inspector Ross                |                                                       |
| 1957 | Date with Disaster                             | Tracey                                 |                                                       |
| 1958 | On the Run                                     | Tom Casey                              |                                                       |
| 1958 | Carry On Sergeant                              | Sergent Grimshawe                      |                                                       |
| 1959 | Shake Hands with the Devil                     | Sergeat Jenkins                        |                                                       |
| 1959 | The Mouse That Roared                          | Sergent d'armes Will Buckley           |                                                       |
| 1959 | The Night We Dropped a Clanger                 | Sergent Bright                         |                                                       |
| 1959 | Strictly Confidential                          | Grimshaw                               |                                                       |
| 1960 | And the Same to You                            | Walter "Wally" Burton                  |                                                       |
| 1960 | Piccadilly Third Stop                          | Coronel                                |                                                       |
| 1960 | Jackpot                                        | Superintendent Frawley                 |                                                       |
| 1962 | Tomorrow at Ten                                | Freddie Maddox                         |                                                       |
| 1963 | This Sporting Life                             | 'Pare' Johnson                         |                                                       |
| 1963 | Heavens Above!                                 | Major Fowler                           |                                                       |
| 1963 | Tomorrow at Ten                                | Freddie Maddox                         |                                                       |
| 1963 | The World Ten Times Over                       | Pare                                   |                                                       |
| 1963 | Edgar Wallace Mysteries: To Have and to Hold   | Insp. Roberts                          | Televisió EUA: The Edgar Wallace Mystery Theatre 4:15 |

### Televisió
| Any       | Títol                            | Paper                                         | Notes |
| --------- | -------------------------------- | --------------------------------------------- | --- |
| 1955      | Douglas Fairbanks, Jr., Presents | Christy                                       | Temporada 3, episodi 28: "The Auction" |
| 1955      | London Playhouse                 | Kenyon                                        | Temporada 1, episodi 7: "The Inward Eye"                                                                                                   |
| 1956      | The Errol Flynn Theatre          | A si mateix                                   | Temporada 1, episodi 13: "The Red Geranium"                                                                                                |
| 1957      | A Santa For Christmas            | Desconegut                                    | Pel·lícula de TV |
| 1957–1961 | The Army Game                    | Sergent Major de la companyia Percy Bullimore | - Temporada 1 (3 episodes) - Temporada 2 (2 episodes) - Temporada 5 (8 episodes)                                                           |
| 1958–1959 | Dial 999                         | - Joss Crawford - Jeff Richards               | - Temporada 1, Episodi 1: "The Killing Job" - Temporada 1, Episodi 16: "50,000 Hands"                                                      |
| 1959      | Probation Officer                | Desconegut                                    | Temporada 1, episodi 28 |
| 1959      | The Flying Doctor                | Abe McKeller                                  | Temporada 1, episodi 9: "The Changing Plain"                                                                                               |
| 1960      | ITV Television Playhouse         | - Reynolds - Jim                              | - Temporada 5, Episodi 41: "Place of My Own" - Temporada 5, Episodi 44: "After the Party"                                                  |
| 1961      | Kraft Mystery Theatre            | Smith                                         | Temporada 1, episodi 11: "The Dessperate Men"                                                                                              |
| 1961      | Ghost Squad                      | Fred Rice                                     | Temporada 1, episodi 4: "High Wire" |
| 1963      | The Plane Makers                 | Wally Griggs                                  | Temporada 1, episodi 15: "One of Those Days"                                                                                               |
|           | Doctor Who                       | Primer metge                                  | - Temporada 1 (42 episodis) - Temporada 2 (39 episodis) - Temporada 3 (45 episodis) - Temporada 4 (8 episodis) - Temporada 10 (4 episodis) |
| 1967      | Sense amagatall                  | Impey                                         | Temporada 10, episodi 2: "The Game" |
| 1968      | Suaument, suaument               | Henry Swift                                   | Temporada 3, episodi 13: "Causa of Death"                                                                                                  |
| 1969      | Life With Johnny                 | Pare                                          | Temporada 1, 2 episodis inc "Johnny Come Home"                                                                                             |
| 1970      | Crime of Passion                 | Henri Lindon                                  | Temporada 1, episodi 6: "Alain" |